# Вінсент Юманс
Вінсент Юманс (англ. Vincent Youmans; 27 вересня 1898, Нью-Йорк — 5 квітня 1946, Денвер) — американський композитор розважальної музики.

## Творчість
У 1921 році (разом з Полом Ланніном) написав свій перший мюзикл Дві дівчинки у блакитному (Two Little Girls in Blue). До інших відомих мюзиклів належать: No, No, Nanette (1925), Wildflower (1923), A Night Out (1925), Rainbow (1928), Great Day (1929).
1933 року написав музику до відомого фільму за участю Фреда Астера та Джинджера Роджерса Політ у Ріо.
До найпопулярніших композицій належать: «Tea for Two» (1924), «I Want to Be Happy» (1925), «Hallelujah» (1927), «Sometimes I'm Happy» (1927), «Without a Song» (1929), «More Than You Know» (1929), «Time on My Hands» (1930), «Orchids in the Moonlight» (1933), «Carioca» (1933).